# Schwezow M-11

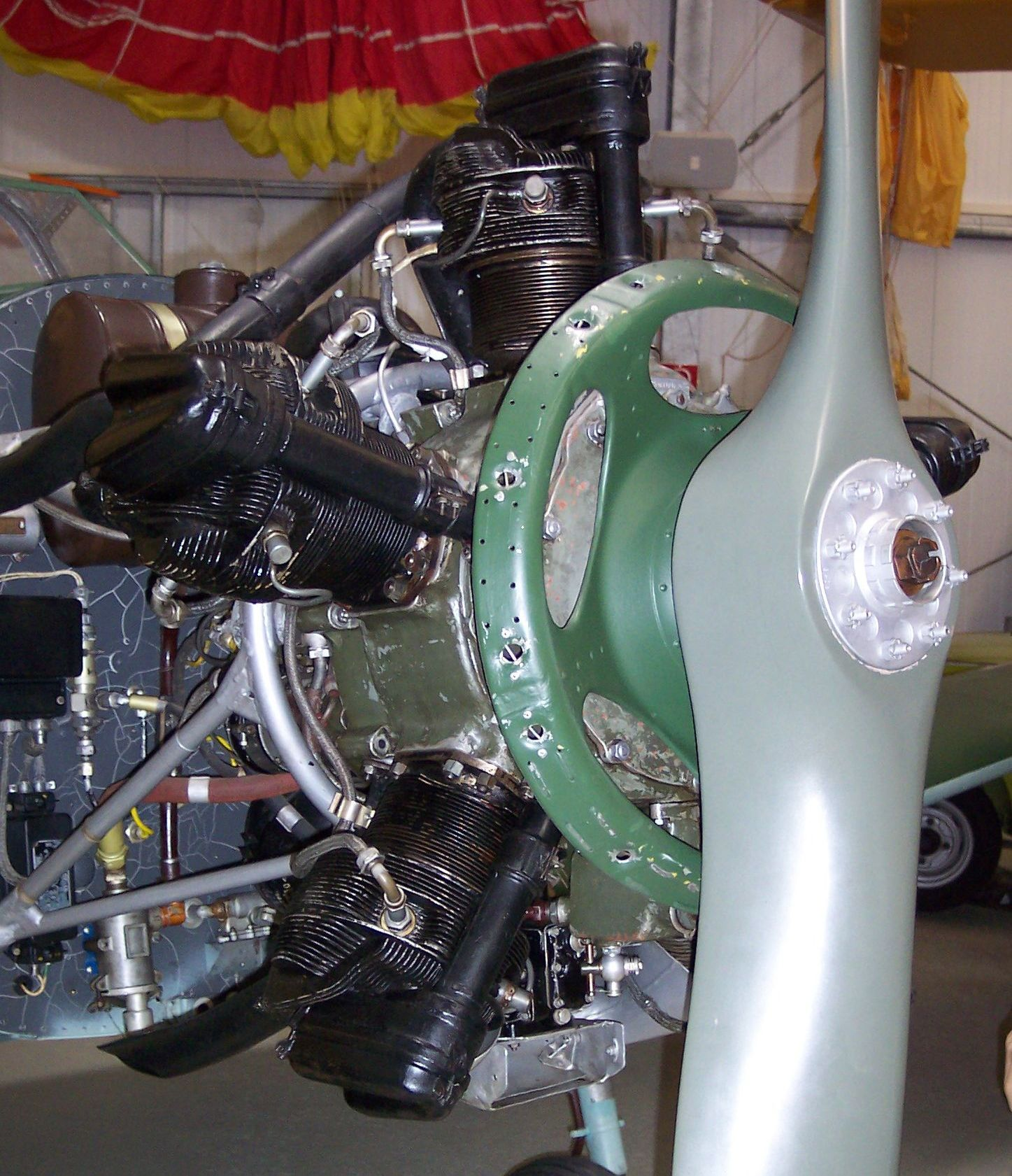
Schwezow M-11F

Der Schwezow M-11 war ein luftgekühlter Fünfzylinder-Sternmotor aus sowjetischer Fertigung. Er erschien 1925 und war der erste in der Sowjetunion entwickelte Flugmotor, der in die Serienproduktion überführt wurde.

## Geschichte
Der Flugmotor wurde aufgrund eines Ende 1923 ausgeschriebenen Konstruktionswettbewerbes für Flugtriebwerke zum Einsatz in Sport- und Schulflugzeugen im Moskauer Staatlichen Flugzeugwerk Nr. 4 (GAS-4) entwickelt. Am 4. November 1925 begann die Erprobung des ersten Testmodells und nach einigen Änderungen erhielt der Motor mit 73 kW (100 PS) Dauerleistung 1927 die Musterzulassung für die Luftfahrt. Vom Werk Nr. 29 in Saporischschja wurden im August und Dezember 1929 die ersten zehn Exemplare der ersten Serie M-11a ausgeliefert. Bis 1937 wurden im Werk 32.304 Stück produziert. 1935 begann mit dem M-11G parallel der Bau im Woronescher Werk Nr. 16. Der Ausstoß dieses Betriebes überstieg bereits bis Ende 1936 den des Stammwerkes und die von Saporischschja nach Woronesch umgezogene Konstruktionsgruppe unter Arkadi Nasarow verbesserte den Antrieb ständig weiter. Als nach Kriegsbeginn der Bedarf an Triebwerken sprunghaft anstieg, wurde auch das Werk Nr. 41 in Moskau, eigentlich ein Zulieferbetrieb, in die Herstellung einbezogen und erhielt ein eigenes Konstruktionsbüro unter der Leitung von Iwan Muschilow. Die Produktion im Werk Nr. 16 wurde nach der Evakuierung im Krieg in Andischon fortgesetzt. Als Werk Nr. 154 in Woronesch wiedereröffnet, lief dort die Produktion bis zur Einstellung des Programms und umfasste in den letzten Jahren etwa 1300 Stück pro Jahr. Der Betrieb in Saporischschja wurde 1942 nach Omsk verlegt. Auf dem alten Gelände wurde ab 1946 die Produktion im Werk Nr. 478 bis 1949 fortgeführt.
Der ursprünglich Schwezow M-100 genannte Motor wurde zwischen 1929 und 1955 in etwa 125.000 Einheiten der verschiedenen Serien gefertigt. Der M-11D wurde von Polen in den Jahren 1947 und 1948 in Lizenz gebaut und in China befand sich der M-11FR vom Anfang der 1950er Jahre bis etwa 1960 in der Produktion.

## Aufbau
Die Zylinderköpfe wurden aus einer Aluminiumlegierung hergestellt. Die OHV-Ventilsteuerung war aufwendiger als bei Sternmotoren mit Nockentrommel: im Schwezow M-11 hatte jeder der fünf Zylinderköpfe eine Nockenwelle, die über ein Getriebe gesteuert wurde. Anfänglich hatte das Triebwerk eine MTBO von nur 50 Stunden.

## Varianten

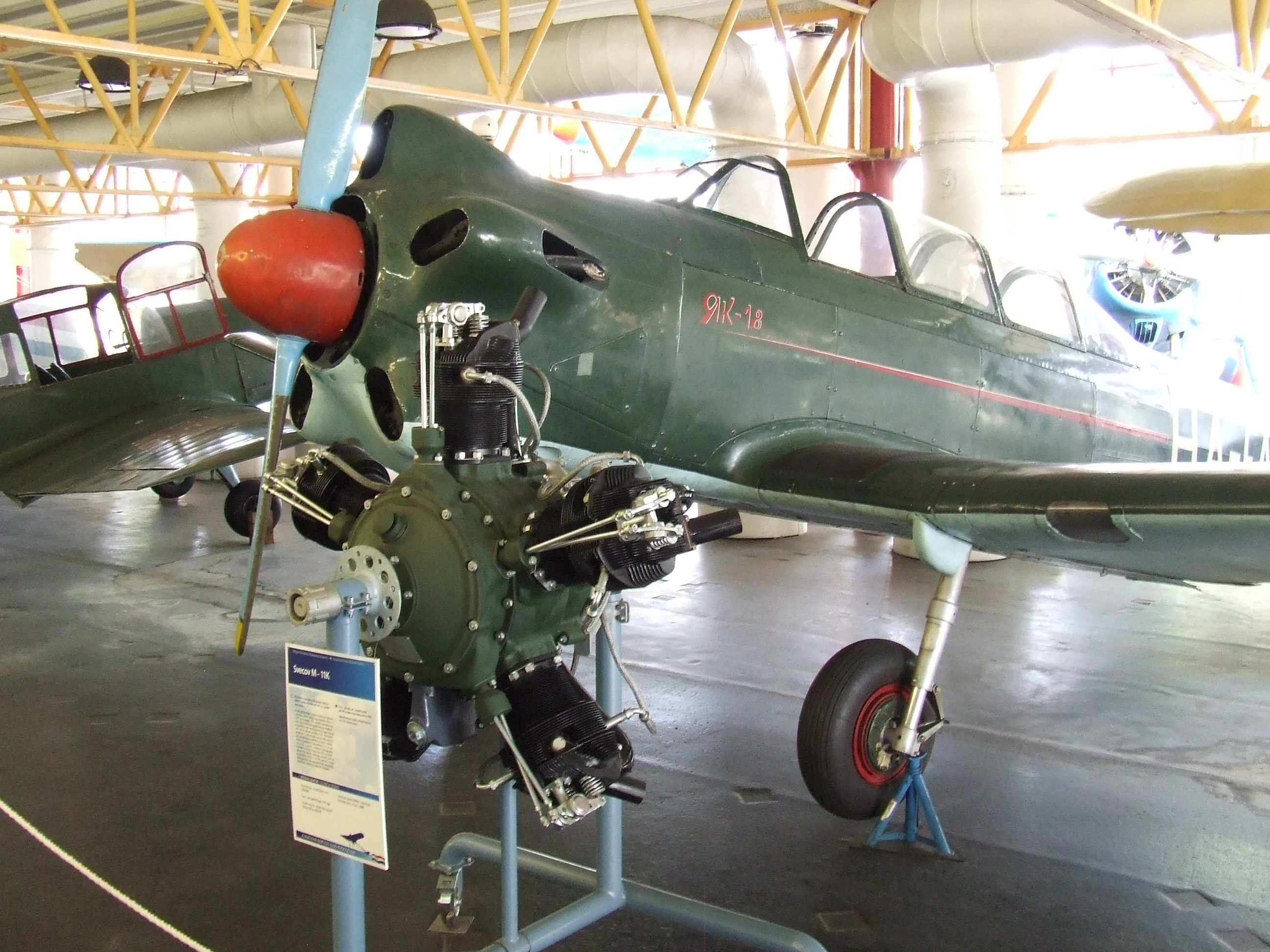
Schwezow M-11K im Vordergrund und eingebaut in einer Jak-18

- M-11a: erste Serienversion von 1929 mit 40 Stunden Laufzeit bis zur Überholung
- M-11B: zweite Serienausführung mit Änderungen an Gleitlager, Zylindern und Ölpumpe mit auf 150 Stunden erhöhte Betriebsdauer
- M-11G: Version mit 110 PS (81 kW) von 1934 und erste Ausführung mit ausschließlich im eigenen Land gefertigten Komponenten, dazu weitere Änderungen, über 15.000 Stück gebaut
- M-11E: leistungsgesteigerte Version mit 160 PS (118 kW), aufgrund Unzuverlässigkeit nur in kleiner Zahl produziert
- M-11D: Variante von 1939 mit erhöhter Drehzahl und Laufzeit (bis 600 Stunden), Startleistung 125 PS (92 kW), Produktion bis 1947
- M-11F: leistungsgesteigerte Version durch erhöhten Verdichtungsgrad von 1940 mit 145 PS (107 kW), von Michail Koslow im Werk Nr. 16 entwickelt und ab Oktober 1942 Serienproduktion
- M-11M: Weiterentwicklung des M-11F von 1943 mit neuem Gehäuse und 145 PS (107 kW)
- M-11FM: Version des M-11M zur Verwendung von Verstellluftschrauben vom Mai 1944 mit 200 PS (147 kW), kein Serienbau
- M-11FR: Modell von 1943 zur Verwendung von verstellbaren Luftschrauben mit 160 PS (118 kW), entwickelt von Alexander Iwtschenko
- M-11FR-1: aus dem M-11D entstandene Variante zur Verwendung von Verstellluftschrauben mit 160 PS (118 kW); ab Anfang 1946 getestet, staatliche Abnahme im September und ab Mitte 1947 im Serienbau
- M-11FN: 200 PS (147 kW)
- M-11K: leistungsgeminderte Nachkriegsversion zum Einsatz in der Po-2 mit125 PS (92 kW)

## Technische Daten
| Kenngröße              | Daten (M-11a)               | Daten (M-11B)               | Daten (M-11W)               | Daten (M-11G)               | Daten (M-11D)               | Daten (M-11K)               | Daten (M-11L)        | Daten (M-11FR-1)             | Daten (M-11FR)               |
| ---------------------- | --------------------------- | --------------------------- | --------------------------- | --------------------------- | --------------------------- | --------------------------- | -------------------- | ---------------------------- | ---------------------------- |
| Produktionsbeginn      | 1929                        | 1930                        | 1933                        | 1934                        | 1939                        |                             |                      | 1947                         | 1948                         |
| Bohrung                | 125 mm                      | 125 mm                      | 125 mm                      | 125 mm                      | 125 mm                      | 125 mm                      | 125 mm               | 125 mm                       | 125 mm                       |
| Hub                    | 140 mm                      | 140 mm                      | 140 mm                      | 140 mm                      | 140 mm                      | 140 mm                      | 140 mm               | 140 mm                       | 140 mm                       |
| Hubraum                | 8,6 l                       | 8,6 l                       | 8,6 l                       | 8,6 l                       | 8,6 l                       | 8,6 l                       | 8,6 l                | 8,6 l                        | 8,6 l                        |
| Verdichtungsverhältnis | 5,0:1                       | 5,0:1                       | 5,0:1                       | 5,0:1                       | 5,0:1                       | 5,0:1                       | 5,0:1                | 5,5:1                        | 5,5:1                        |
| Startleistung          | 110 PS (81 kW) bei 1650/min | 110 PS (81 kW) bei 1650/min | 110 PS (81 kW) bei 1650/min | 110 PS (81 kW) bei 1650/min | 125 PS (92 kW) bei 1760/min | 125 PS (92 kW) bei 1760/min | 125 PS (92 kW) bei ? | 160 PS (118 kW) bei 1900/min | 160 PS (118 kW) bei 1900/min |
| Dauerleistung          | 100 PS (74 kW)              | 100 PS (74 kW)              | 100 PS (74 kW)              | 100 PS (74 kW)              |                             |                             |                      |                              |                              |
| Trockenmasse           | 160 kg                      | 165 kg                      | 165 kg                      | 160 kg                      | 158 kg                      |                             | 164 kg               | 180 kg                       | 180 kg                       |

## Einsatz

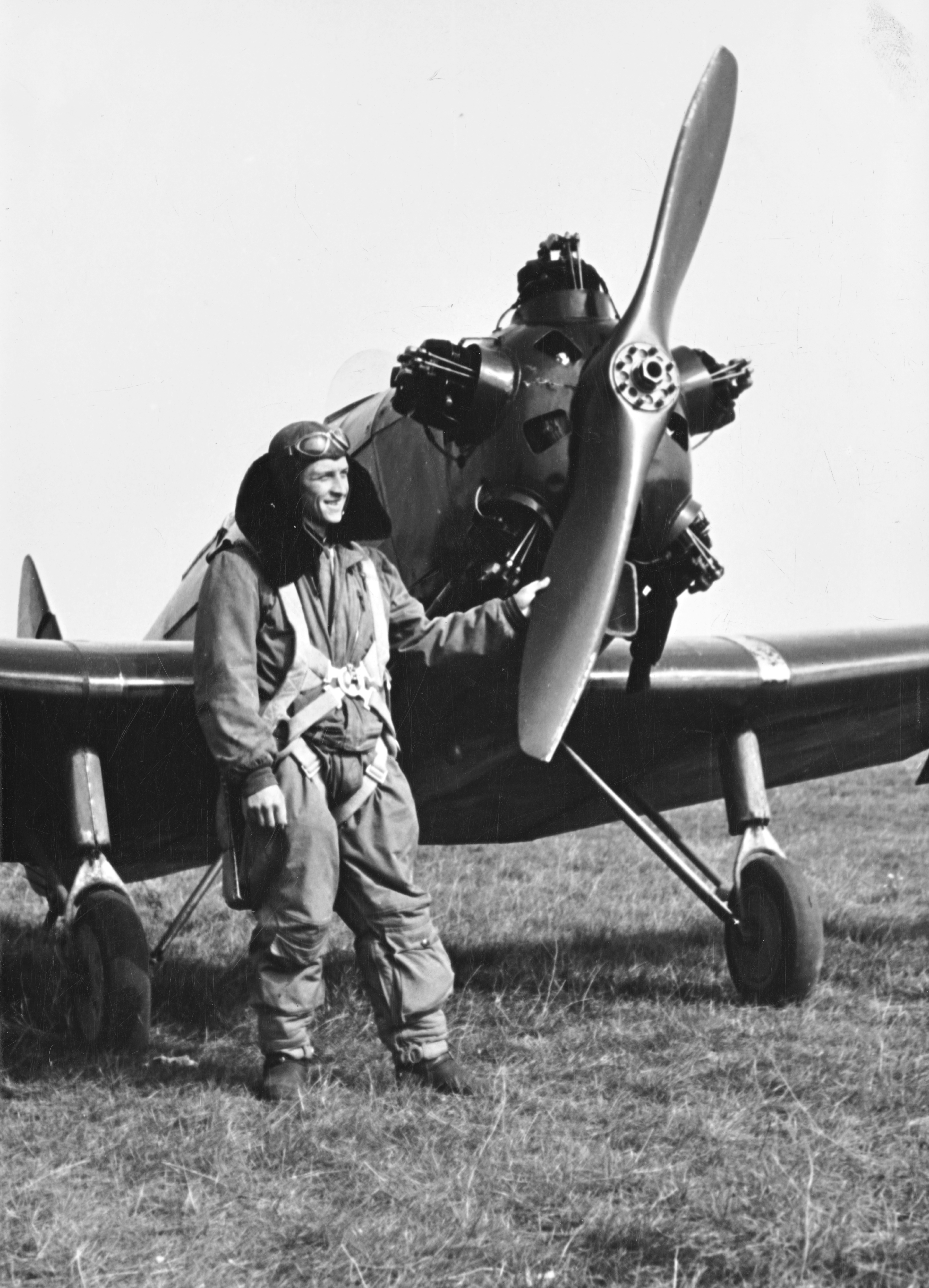
Jakowlew UT-2 mit M-11

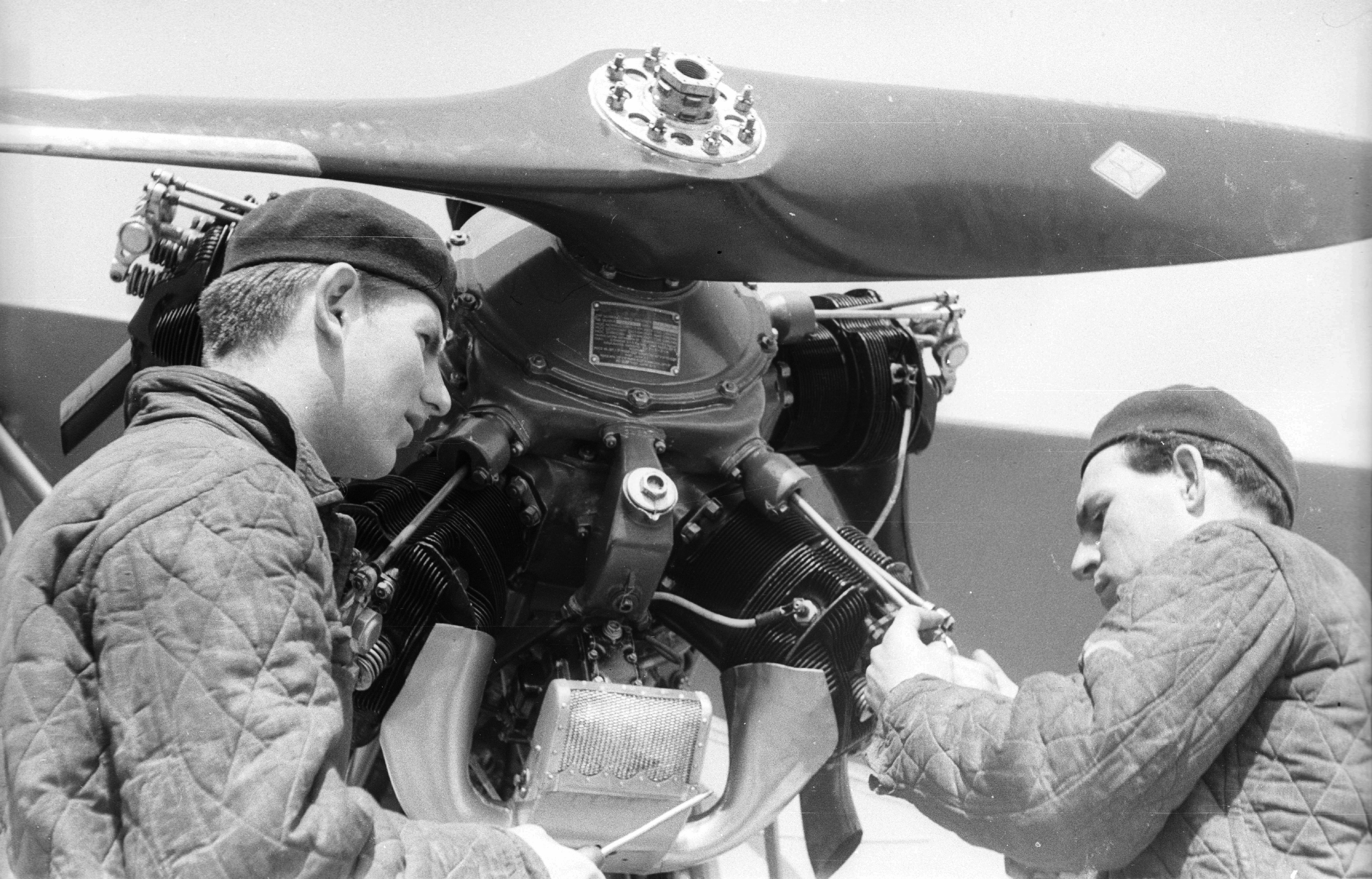
Wartung des M-11-Motors einer Polikarpow Po-2

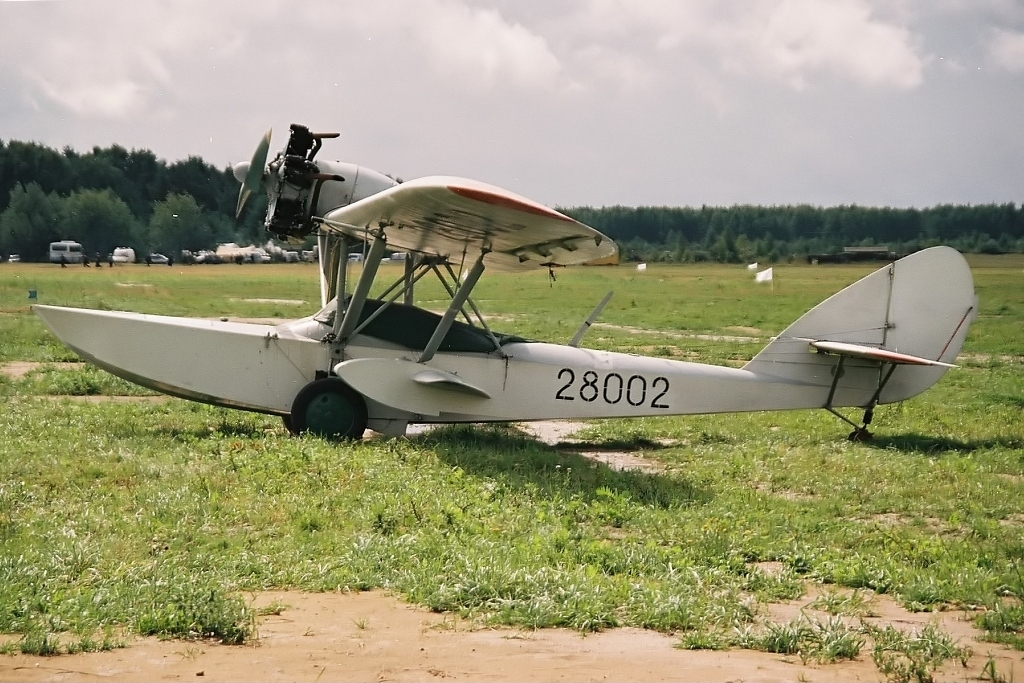
M-11 als Antrieb einer Schawrow Sch-2

- ChAI-3
- ChAI-4
- Gribowski G-15
- Gribowski G-20
- Gribowski G-21
- Gribowski G-23
- Gribowski G-27
- Gribowski G-30
- Jakowlew EG
- Jakowlew Ja-6
- Jakowlew Jak-10
- Jakowlew Jak-12
- Jakowlew Jak-13
- Jakowlew Jak-18
- Jakowlew UT-1
- Jakowlew UT-2
- Mikojan-Gurewitsch MiG-8
- NIAI LK-1
- Nikitin NW-1
- Nikitin NW-2
- Nikitin UTI-6
- Polikarpow BDP-2
- Polikarpow Po-2
- Schawrow Sch-2
- Tomaschewitsch Pegas
- Tscheranowski BITsch-7
- Tschetwerikow SPL
- Tschischewski BOK-5
- Tupolew A-3
- ZAGI A-6
- ZAGI A-8
- ZAGI A-13
- Zybin Z-25